# Jean Rosso
Jean Pierre Rosso Génova (Montevideo, 7 aprile 1997) è un calciatore uruguaiano, difensore del Liverpool (M).

## Caratteristiche tecniche
È un terzino destro.

## Carriera
Cresciuto nel settore giovanile del Liverpool (M), ha esordito il 3 settembre 2017 in occasione del match di campionato pareggiato 1-1 contro il Racing Montevideo.

## Palmarès

### Club

#### Competizioni nazionali
- Supercopa Uruguaya: 1

Liverpool Montevideo: 2024